# Stephanie Kwolek
Stephanie Louise Kwolek (New Kensington, 31 de julho de 1923 — 18 de junho de 2014) foi uma química polaco-estadunidense, inventora do p-fenilenodiamina com cloreto de tereftaloila, mais conhecida como Kevlar, uma fibra de alta resistência mecânica, de cor dourada, que pode atingir mais de cinco vezes a resistência do aço. Atualmente o Kevlar é empregado na fabricação de coletes balísticos e equipamento de segurança.

## Vida pessoal
Kwolek nasceu no subúrbio de Pittsburgh em New Kensington, Pensilvânia em 1923. Seu pai, John Kwolek, morreu quando ela tinha dez anos de idade. Kwolek atribui seu interesse pela ciência a seu pai e pela moda a sua mãe, Nellie Zajdel Kwolek.
Em 1946 obteve o grau de Química no Margaret Morrison Carnegie College da Universidade Carnegie Mellon. Kwolek tinha o plano de ser médica e achou que poderia consegui-lo depois de obter o dinheiro suficiente a partir de um trabalho temporário no campo da química para poder se matricular na escola de medicina.

## Carreira na DuPont
Em 1946, Hale Charch, futuro mentor de Stephanie, lhe ofereceu um emprego na DuPont, em Buffalo, Nova York. Hale lhe disse que retornaria em duas semanas, mas quando Stephanie disse que já tinha uma resposta de outro emprego, ele a contratou imediatamente. O principal motivo para sua rápida contratação na época foi pela ida para a Segunda Guerra Mundial de grande parte dos homens da DuPont e de outras partes do país. Stephanie só manteve seu emprego depois da guerra por sua extensa pesquisa na área de polímeros.
Inicialmente, Stephanie não pretendia ficar muito tempo na DuPont. Mas ela achou o trabalho interessante e preferiu continuar ao invés de tentar carreira na medicina. Depois de 9 anos na empresa, ela criou o Kevlar. Em 1959 ganhou o primeiro de muitos prêmios, por sua publicação na American Chemical Society (ACS). O artigo demonstrava uma maneira de se produzir nylon em um béquer em temperatura ambiente, que ainda é a base para muitos experimentos escolares.

### Kevlar
O Kevlar é sua maior invenção. Em 1964, antecipando a escassez de gasolina, seu grupo começou a procurar uma fibra leve e forte para ser usada em pneus. Os polímeros com os quais ela estava trabalhando naquele momento, poli-p-fenileno tereftalato e polibenzamida, formavam um cristal líquido em solução que precisava ser derretido a 200 °C (392 °F), produzindo fibras mais finas e menos rígidas.
Como ela mesma explicou em um discurso em 1993:
| “ | A solução tinha uma incomum baixa viscosidade, era turva, com um aspecto opalescente e leitoso. As soluções de polímero convencionais são normalmente claras ou translúcidas e têm a viscosidade do melaço, mais ou menos. A solução que preparei para uma dispersão, mas totalmente filtrável por um fino filtro poroso. Era um líquido de soluçaõ cristalina, mas eu não sabia disso na época. | ” |

Esse tipo de solução, normalmente, era jogada fora, mas Stephanie persuadiu seu técnico, Charles Smullen, a passar a substância por um spinneret (espécie de fiandeira) para testar a solução. Ela ficou maravilhada de descobrir que a nova fibra não se quebrava, como normalmente o nylon faria. Não apenas era mais forte que o nylon como também era cinco vezes mais forte que o aço. O diretor do laboratório logo percebeu o significado da descoberta e a área de química de polímeros logo se consolidou. Em 1971, o Kevlar foi introduzido no mercado. As fibras de Kevlar, segundo experimentos de Stephanie, ficavam ainda mais fortes depois de aquecidas.

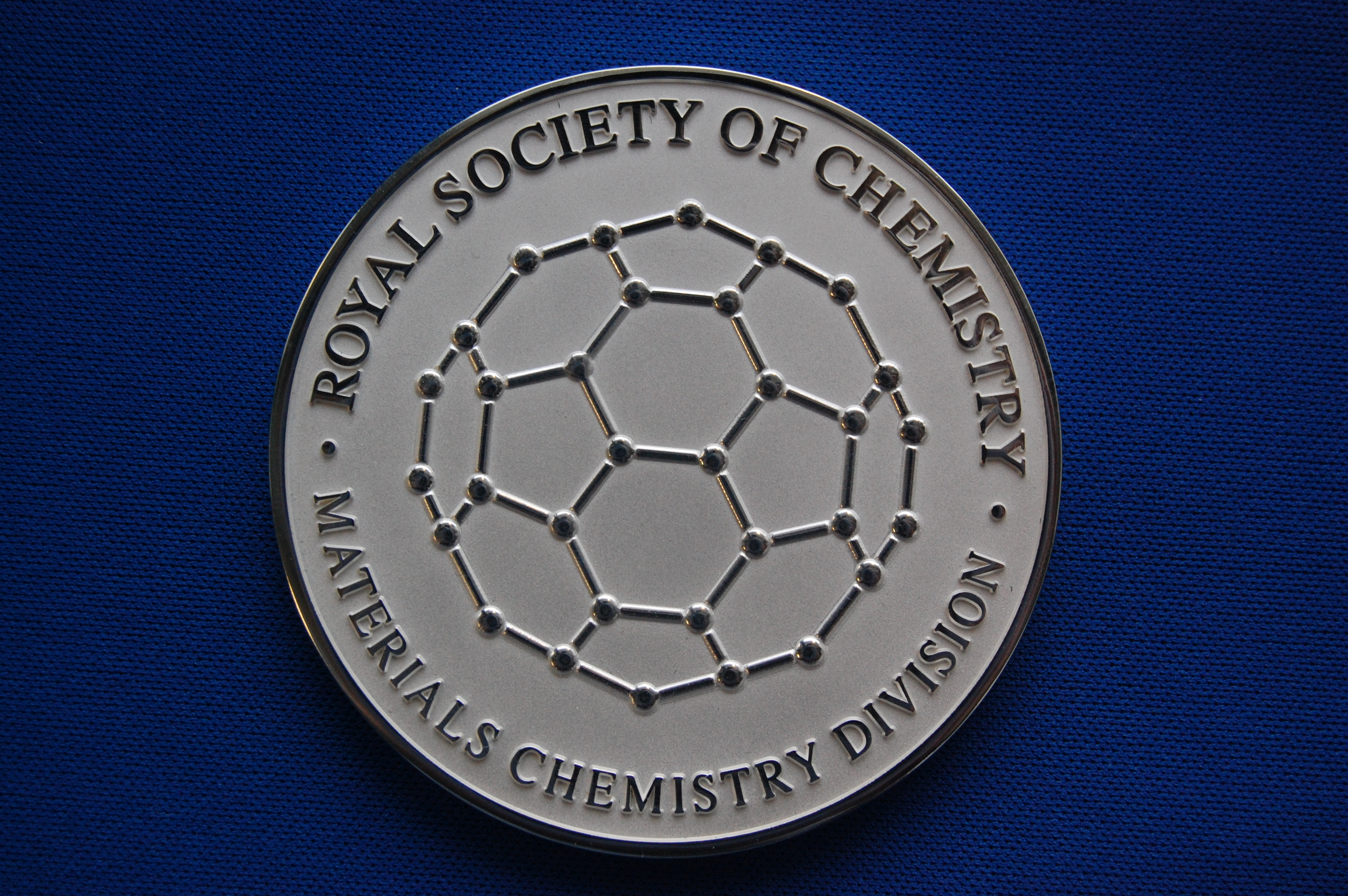
Prêmio da Royal Society of Chemistry (2014)

O Kevlar é hoje usado em mais de 200 diferentes tipos de produtos, como botas de bombeiros, luvas de cozinha, revestimento de carros blindados, tênis, raquetes, skis, barcos, aviões, cordas, cabos, pneus e coletes à prova de balas. Também é utilizado como revestimento de proteção em abrigos antibombas e locais protegidos de furacões ou tornados. Até mesmo celulares possuem Kevlar.

## Aposentadoria e morte
Em 1986, Stephanie Kwolek se aposentou como pesquisadora da DuPont. Foi consultora da empresa, do National Research Council e da National Academy of Sciences. Em mais de 40 anos de pesquisa teve entre 17 e 28 patentes.
Ela esteve bastante envolvida em programas de avanço na ciência com crianças e adolescentes, especialmente meninas, tendo criado vários experimentos escolares na área de química ainda em uso nas escolas dos Estados Unidos.
Stephanie morreu aos 90 anos, em 14 de junho de 2014.